# Ломовський Матвій Михайлович
Матвій Михайлович Ломовський (1887 — 1981) — єврейський та український радянський діяч. Член єврейської соціалістичної робітничої партії (з 1905). Торговельний представник Української РСР в Чехословаччині (1922-1923). Член РСДРП (1904—1905). Член РКП(б) (з 1919).

## Життєпис
У 1922—1923 рр. — торговельний представник Української СРР в Чехословаччині.
У 1923—1925 рр. — торговельний представник СРСР в Чехословаччині.
У 1925—1928 рр. — заступник торгпреда СРСР у Франції.
З 1928 року — заступник начальника управління закордонних операцій Наркомторгу СРСР.
У 1981 році помер.